# J300 San José
Der Coffee Bowl (spanisch: Copa del Café) ist ein von der International Tennis Federation ausgetragenes World-Junior-Tennisturnier der zweithöchsten Kategorie Grade 1, das alljährlich im Januar auf Hartplatz in San José, der Hauptstadt Costa Ricas stattfindet.

## Geschichte
Der Coffee Bowl, der 1965 aus einem lokalen Tennisturnier auf den Plätzen des Costa Rica Country Club hervorging, ist das älteste ITF-Juniorenturnier in Lateinamerika. Es gilt heute als eine der prestigeträchtigsten Sportveranstaltungen des Landes. 2001 und 2002 gehörte das Turnier der Serie der Grade A-Turniere an, seit 2003 wieder der darunter befindlichen Grade 1-Kategorie.

## Siegerliste
Zu den ehemaligen Teilnehmern des Wettkampfes zählen unter anderem Sportsgrößen wie Björn Borg, Roger Federer, Ivan Lendl, Juan Martín del Potro, Jana Novotná, Wiktoryja Asaranka oder Wera Swonarjowa.
Seit 1993 konnten folgende Spielerinnen und Spieler in den Einzel- und Doppelkonkurrenzen gewinnen:

### Einzel
| Jahr              | Herren                | Damen                       |
| ----------------- | --------------------- | --------------------------- |
| ↓ Kategorie: G3 ↓ |                       |                             |
| 1993              | Răzvan Sabău          | Magalí Benítez              |
| ↓ Kategorie: G2 ↓ |                       |                             |
| 1994              | Ramón Delgado         | Henrieta Nagyová            |
| 1995              | Georges Matijasevic   | Barbara Schwartz            |
| ↓ Kategorie: G1 ↓ |                       |                             |
| 1996              | Arnaud Di Pasquale    | Marijana Kovačević          |
| 1997              | Nicolás Massú         | Maja Matevžič               |
| 1998              | Artjom Derepasko      | Mia Buric                   |
| 1999              | Levar Harper-Griffith | Caroline-Ann Basu           |
| 2000              | Julien Maigret        | Matea Mezak                 |
| ↓ Kategorie: GA ↓ |                       |                             |
| 2001              | Janko Tipsarević      | Gisela Dulko                |
| 2002              | Marcel Felder         | Matea Mezak                 |
| ↓ Kategorie: G1 ↓ |                       |                             |
| 2003              | Devin Mullings        | Michaëlla Krajicek          |
| 2004              | Guillermo Alcaide     | Wolha Hawarzowa             |
| 2005              | Robin Haase           | Aleksandra Wozniak          |
| 2006              | Thiemo de Bakker      | Mihaela Buzărnescu          |
| 2007              | Fernando Romboli      | Anastassija Piwowarowa      |
| 2008              | Alexei Grigorow       | Ana Bogdan                  |
| 2009              | David Souto           | Madison Keys                |
| 2010              | Renzo Olivo           | An-Sophie Mestach           |
| 2011              | Hugo Dellien          | An-Sophie Mestach           |
| 2012              | Noah Rubin            | Sachia Vickery              |
| 2013              | Nikola Milojević      | Warwara Flink               |
| 2014              | Roman Safiullin       | Catherine Bellis            |
| 2015              | Casper Ruud           | Michaela Gordon             |
| 2016              | J. J. Wolf            | Amanda Anisimova            |
| 2017              | Vasil Kirkov          | Emily Appleton              |
| 2018              | Harold Mayot          | María Camila Osorio Serrano |
| 2019              | Shintaro Mochizuki    | Abigail Forbes              |
| 2020              | Natan Rodrigues       | Mi Lan                      |

### Doppel
| Jahr              | Herren                                  | Damen                                     |
| ----------------- | --------------------------------------- | ----------------------------------------- |
| ↓ Kategorie: G2 ↓ |                                         |                                           |
| 1993              | Juan Antonio Marín Jason Weir-Smith     | Leanda Hitge Liezel Huber                 |
| ↓ Kategorie: G2 ↓ |                                         |                                           |
| 1994              | Vladimir Pavićević Nenad Zimonjić       | Michaela Hasanová Martina Nedelková       |
| 1995              | Thomas Messmer Tomas Zivnicek           | Magdalena Grzybowska Aleksandra Olsza     |
| ↓ Kategorie: G1 ↓ |                                         |                                           |
| 1996              | Damien Roberts Wesley Whitehouse        | Jheni Osman Katia Roubanova               |
| 1997              | Jérôme Haehnel Julien Jeanpierre        | Zsófia Gubacsi Gabriela Voleková          |
| 1998              | Artjom Derepasko Igor Kunizyn           | Milagros Sequera Carla Tiene              |
| 1999              | Julien Benneteau Nicolas Mahut          | Lauren Barnikow Alyssa Cohen              |
| 2000              | Harel Srugo Tomer Suissa                | Renata Ljukovčan Ilona Somers             |
| ↓ Kategorie: GA ↓ |                                         |                                           |
| 2001              | Bruno Echagaray Santiago González       | María-José Argeri Gisela Dulko            |
| 2002              | Rafael Abreu Stephen Amritraj           | Silvana Bauer Elise Tamaëla               |
| ↓ Kategorie: G1 ↓ |                                         |                                           |
| 2003              | Jesse Huta Galung Coen Van Keulen       | Marjori Franco Olena Zuzkowa              |
| 2004              | Juan-Pablo Amado Pablo Andújar          | Wiktoryja Asaranka Wolha Hawarzowa        |
| 2005              | Robin Haase Antal van der Duim          | Mihaela Buzărnescu Bibiane Schoofs        |
| 2006              | Martin Kližan Andrej Martin             | Marrit Boonstra Renée Reinhard            |
| 2007              | Jarmere Jenkins Bradley Klahn           | Julia Cohen Anastassija Piwowarowa        |
| 2008              | David Souto Juan Vázquez-Valenzuela     | Ana Bogdan Diana Marcu                    |
| 2009              | Jesus Bandres David Souto               | Verónica Cepede Royg Cecilia Costa Melgar |
| 2010              | Nikolai Haessig Edward Nguyen           | An-Sophie Mestach Demi Schuurs            |
| 2011              | William Kwok Michael Rinaldi            | Anita Husarić Danka Kovinić               |
| 2012              | Filip Bergevi Fred Simonsson            | Laura Pigossi Marcela Zacarías            |
| 2013              | Franko Miočić Guillermo Núñez           | Alejandra Cisneros Victoria Rodríguez     |
| 2014              | Nicolás Álvarez Rafael Antonio Coutinho | Morgane Michiels Greet Minnen             |
| 2015              | Oscar Janglin Emil Reinberg             | Michaela Gordon Claire Liu                |
| 2016              | Juan Carlos Aguilar Ulises Blanch       | Federica Bilardo Tatiana Pieri            |
| 2017              | Gianni Ross Danny Thomas                | Emily Appleton Sofia Sewing               |
| 2018              | Tomas Kopczynski Keenan Mayo            | Kylie Collins Shelly Yaloz                |
| 2019              | Shintaro Mochizuki Spencer Whitaker     | Michaela Kadlečková Shavit Kimchi         |
| 2020              | Jack Anthrop Maxwell McKennon           | Lauren Anzalotta Kynoch Jaedan Brown      |